# آنتال کوچیش
آنتال کوچیش (مجاری: Kocsis Antal؛ ۱۷ نوامبر ۱۹۰۵ – ۲۵ اکتبر ۱۹۹۴) بوکسور اهل مجارستان بود.